# Macraspis cincta
Macraspis cincta är en skalbaggsart som beskrevs av Dru Drury 1782. Macraspis cincta ingår i släktet Macraspis och familjen Rutelidae. Inga underarter finns listade i Catalogue of Life.

## Bildgalleri

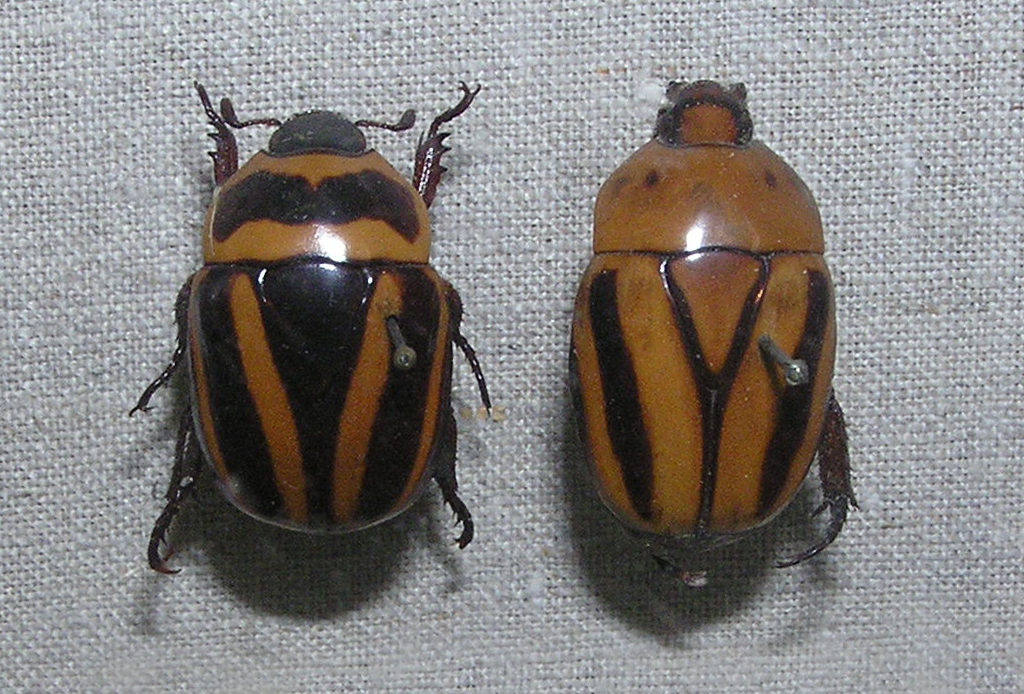
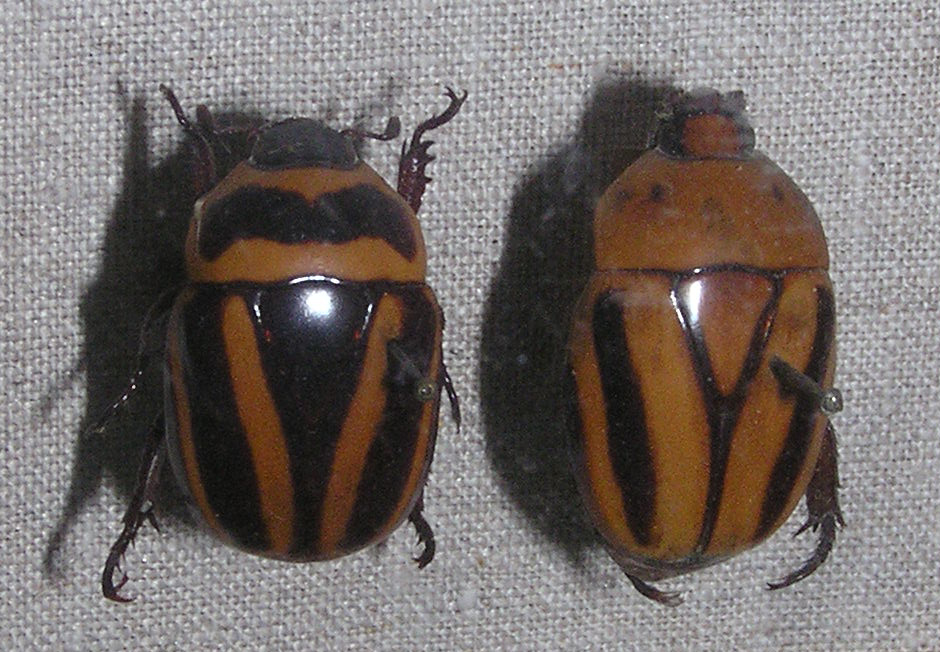